# Ziua Internațională a Stângacilor

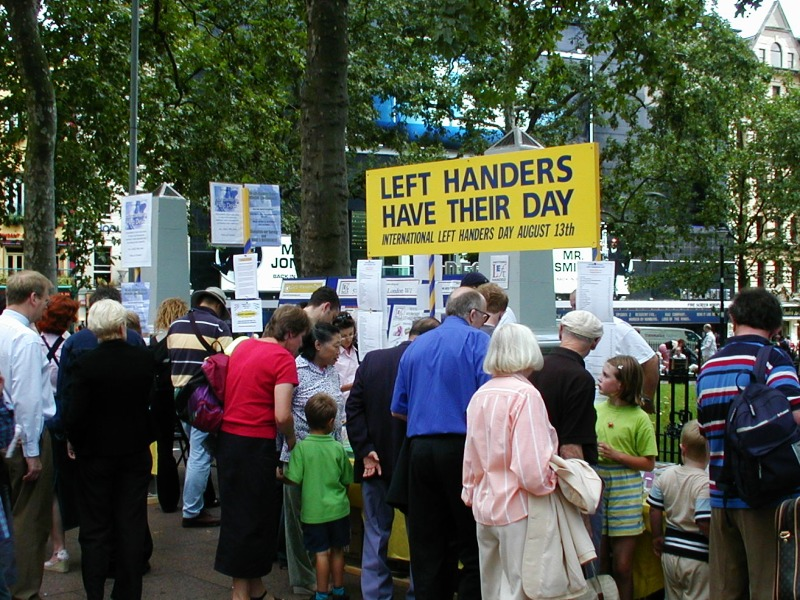

Ziua Internațională a Stângacilor este instituită la inițiativa „Clubului Stângacilor” britanici și a fost marcată pentru prima dată în 1992, în Marea Britanie.
Clubul Stângacilor (Left-Handers Club) s-a constituit în 1990 cu scopul de a menține o legătură între stângacii din întreaga lume și de a face cunoscute nevoile și cerințele acestora.
În ziua de 13 august se organizează competiții sportive între dreptaci și stângaci precum și evenimente în cursul cărora dreptacii sunt invitați să încerce să folosească unelte și echipamente proiectate pentru mâna stângă, pentru a înțelege, în acest fel, cât de greu este să trăiești într-o lume proiectată pentru cealaltă mână.